# Hebius andreae
Hebius andreae är en ormart som beskrevs av Ziegler och Le Khac Quyet 2006. Hebius andreae ingår i släktet Hebius och familjen snokar. IUCN kategoriserar arten globalt som otillräckligt studerad. Inga underarter finns listade i Catalogue of Life.
Arten hittades i Vietnam vid 450 meter över havet. Den når kanske angränsande områden av Laos. Hebius andreae behöver kanske vattendrag i utbredningsområdet.